# Kevin McDonald (attore)
Kevin Hamilton McDonald (Montréal, 16 maggio 1961) è un attore e doppiatore canadese.

## Biografia
Nacque a Montréal nel 1961, ma all'età di sette anni si trasferì con la famiglia a Los Angeles per motivi di lavoro del padre. Frequentò l'Hamber College, dove iniziò a studiare recitazione. Lì conobbe Dave Foley ed insieme iniziarono a lavorare come team di commedie.
È stato sposato dal 1993 al 1995 con Tiffany Lacey, senza figli. È dotato di un timbro vocale molto fluido e dolce.

## Filmografia parziale

### Attore

#### Cinema
- Galaxy Quest, regia di Dean Parisot (1999)
- Mi sono perso il Natale (Unaccompanied Minors), regia di Paul Feig (2006)
- Epic Movie, regia di Jason Friedberg  (2007)

#### Televisione
- Friends – serie TV, un episodio (1997)
- La vita secondo Jim (According To Jim) – un episodio (2007)

### Doppiatore
- La sirenetta II - Ritorno agli abissi (2000)
- Invader Zim (2001)
- Lilo & Stitch (2002)
- Provaci ancora Stitch! (Stitch! The Movie) (2003)
- Lilo & Stitch 2 - Che disastro Stitch! (2005)
- I pinguini di Madagascar – serie TV, 2 episodi (2009-2011)
- Scott Pilgrim - La serie – serie TV, 2 episodi (2023)

## Doppiatori italiani
Nelle versioni in italiano delle opere in cui ha recitato, Kevin McDonald è stato doppiato da:
- Sandro Acerbo in Galaxy Quest
- Stefano Billi in Mi sono perso il Natale
- Emiliano Coltorti in Epic Movie

Da doppiatore è sostituito da:
- Mino Caprio in Lilo & Stitch, Provaci ancora Stitch!, Lilo & Stitch 2 - Che disastro Stitch!